# Typologia Oakeshotta

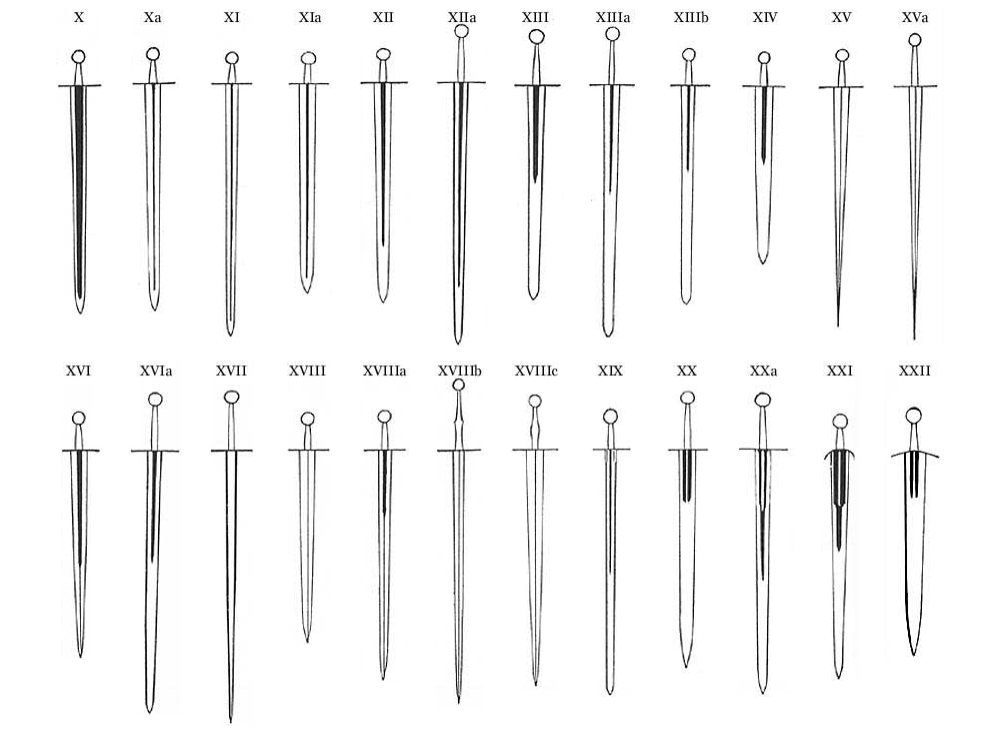
Typologia Oakeshotta

Typologia Oakeshotta – sposób na zdefiniowanie i katalogowanie mieczy średniowiecznych, zaproponowany przez historyka i ilustratora Ewarta Oakeshotta.

## Historia powstania
Swoją typologię Oakeshott wprowadził w 1960 roku, w książce The Archaeology of Weapons: Arms and Armour from Prehistory to the Age of Chivalry. Klasyfikacja opiera się głównie na konstrukcji głowni, a więc walorach funkcjonalnych z punktu widzenia zastosowania bojowego. Miecze z okresu średniowiecza (w przybliżeniu od XI do XV wieku) podzielono na 13 głównych typów, oznaczonych od X do XXII. System bazuje na wcześniejszym podziale autorstwa Jana Patersena opisanym w 1919 roku w książce The Norwegian Viking Swords, a zmodyfikowanym w 1927 roku przez R.E.M. Wheelera. Patersen podzielił miecze wikingów na 26 typów, Wheeler znacznie uprościł listę – do 7 pozycji (I-VII). Ta z kolei została rozszerzona przez Oakeshotta do dziewięciu, poprzez dodanie typów przejściowych (VIII i IX). Dopiero na tej bazie nadbudował on swoją typologię mieczy średniowiecznych (typy X-XXII).

## Klasyfikacja

### Typ X
Typ X opisuje miecze powszechnie używane w schyłkowym okresie dominacji wikingów, aż do XIII wieku. Charakteryzują się szeroką i prostą głownią, o średniej długości 80 centymetrów. Zbrocze jest bardzo szerokie, lecz płytkie. Biegnie przez prawie całą długość głowni, zanika przy (zazwyczaj zaokrąglonym) czubku. Rękojeść o długości ok. 9 cm, co było wartością typową dla mieczy wikingów. Trzpień zazwyczaj szeroki i płaski, lekko zwężający się przy głowicy. Miecz typu X jest węższy i dłuższy od typowego miecza wikingów, stanowi typ przejściowy pomiędzy nim a mieczem rycerskim z okresu późnego średniowiecza. Wikingowie określali go jako gaddhjalt – w staronordyjskim rękojeść z kolcem (ang. spike hilt). Głowica zazwyczaj w kształcie dysku lub owalnym. Miecze tego typu mogły mieć głownie oznaczane napisem ULFBERHT, kojarzonym z wysoką jakością ostrza i wykorzystaniem wysokonawęglonej stali tyglowej. W 1981 roku Oakeshott wprowadził podtyp Xa, mieczy różniących się węższym zbroczem, wcześniej opisywany jako część typu XI.

### Typ XI
Ostrzej zwężający się sztych. W użyciu od 1100 do 1175. Podtyp XIa ma szerszą i krótszą głownię.

### Typ XII
Typowe dla późnego średniowiecza, miecze te zaczęły charakteryzować się zwężającą się głownią ze skróconym zbroczem, co zaowocowało lepszymi charakterystykami przy pchnięciu, ale pozwoliło zachować dobrą użyteczność do cięcia. Zachowała się duża liczba egzemplarzy. Potwierdzono użycie w końcu XIII wieku, a możliwe że znacznie wcześniej – Schweizerisches Landesmuseum w Zurichu posiada egzemplarz o cechach typu XII, ale z rękojeścią typową dla mieczy wikingów. Podtyp XIIa (wcześniej klasyfikowany jako XIIIa) opisuje dłuższe i masywniejsze miecze dwuręczne (greatsword) wprowadzone do użytku w połowie XIII wieku, prawdopodobnie jako środek do walki z przeciwnikiem chronionym kolczugą, rozwinięte w późniejsze długie miecze (longsword). Najstarszy znane przedstawienie typu XII to statua Archanioła Michała w Katedrze w Bamberg datowana na ok. 1200 rok. Biblia Maciejowskiego (ok. 1245 rok) zawiera kolejne ilustracje. Jednoręczne, przejściowe egzemplarze typu XII mają rękojeści o długości 4,5 cala (11 cm). Podtyp XIIa ma długą rękojeść podobną do tej w XIIIa. Oryginalnie podtyp XIIa był częścią podtypu XIIIa, ale został wydzielony przez Oakeshotta ze względu na bardziej zaznaczony szpic i mocniej zwężającą się głownię.

### Typ XIII
Sklasyfikowane tu są klasyczne miecze rycerskie wykształcone w czasie Krucjat. Zazwyczaj datowane są na drugą połowę XIII wieku. Miecze typu XIII charakteryzują się długim, szerokim ostrzem o równoległych krawędziach, przechodzącym w zaokrąglony lub łyżeczkowy szpic. Przekrój głowni soczewkowy. Rękojeści dłuższe niż w typach poprzedzających, zazwyczaj o długości 15 cm, umożliwiały zazwyczaj chwyt dwuręczny. Jelec zazwyczaj prosty, głowica zaokrąglona lub w kształcie dysku (Typy D, E, I głowicy według Oakeshotta) Podtyp XIIIa charakteryzuje się dłuższą głownią i rękojeścią. Utożsamiane z rycerskim mieczem dwuręcznym (greatsword lub Grans espées d’Allemagne,) występującym powszechnie w Niemczech w XIV wieku, jak również w Anglii i Hiszpanii. Najwcześniejsze egzemplarze pochodzą z XII wieku, podtyp zachował popularność aż do wieku XV. Podtyp XIIIb opisuje podobne miecze o jednoręcznej rękojeści. Zachowało się bardzo niewiele egzemplarzy głównego typu XIII, większość znanych należy do podtypu XIIIa. Opis walki mieczem dwuręcznym pojawia się w psałterzu Tenisona. Inny opis tego podtypu znajduje się w manuskrypcie Apokalipsy św. Jana z ok. 1300 roku. Największe miecze z podtypu XIIIa mają rękojeść długości 17–23 cm.

### Typ XIV
Miecze opisane przez Oakeshotta jako „...krótka, szeroka, ostro zakończona głownia, ostro zwężająca się od rękojeści, o płaskim przekroju Sztych ostrza może, w niektórych egzemplarzach, mieć niewielkie acz zauważalne żebro, ze zbroczem do połowy długości lub minimalnie dalej. Zbrocze może być pojedyncze i szerokie, lub wąski i zwielokrotnione. Rękojeść relatywnie krótka (3,5 cala), ale czasami dochodzi do 4,5 cala. Trzpień głowni gruby i o równoległych ściankach, często ze zbroczem biegnącym do połowy jego długości. Głowica zawsze w formie koła, czasami wyjątkowo szeroka i płaska. Jelec raczej długi i wygięty (wyjątkowo – prosty).

### Typ XV
Prosto zwężająca się głownia o przekroju rombowym i ostrym szpicem. W użyciu od 1300 do 1500. Miecz typu XVa ma dłuższa i węższa głownię, rękojeść wystarczająco długą do chwytu dwuręcznego – przykładowo miecze szkoły fechtunku Johannesa Liechtenauera.

### Typ XVI
Płaska głownia zwężająca się do ostrego czubka, wzmocnionego żebrem i dogodnego do pchnięć. Przypomina węższą wersję typu XIV. Głownie długości 70–80 cm. Podtyp XVIa ma dłuższą głownię z krótszym zbroczem (zazwyczaj do 1/3, wyjątkowo do 1/2 głowni). Dłuższa rękojeść często umożliwiała chwyt z drugą ręką na głowicy lub pełny dwuręczny.

### Typ XVII
Długie, zwężające się ostrze, sześciokątny przekrój, dwuręczna rękojeść. Miecze ciężkie, niektóre egzemplarze ważą więcej niż 2 kg, przeznaczone do walki w zbroi. W użyciu ok. 1360-1420.

### Typ XVIII
Zwężająca się głownia szeroka u podstawy, krótka rękojeść, przekrój rombowy. Podtyp XVIIIa opisuje węższe głownie z dłuższą rękojeścią. Podtyp XVIIIb ma dłuższe głownie i rękojeść, w użyciu 1450-1520. Podtyp XVIIIc – szeroka głownia o długości ok. 90 cm

### Typ XIX
Miecze z XV wieku. Najczęściej jednoręczne, chociaż istnieją egzemplarze dwuręczne. Z szeroką i płaską głownią, sześciokątnym przekrojem.

### Typ XX
Miecz bastardowy z XIV i XV wieku. Często podwójne zbrocze. Podtyp XXa ma węższe głownie.

### Typ XXI
W typie włoskiej Cinquedy. Koniec XV wieku. Nieznacznie dłuższe i węższe od mieczy typu Cinquadea.

### Typ XXII
Szerokie i płaskie głownie. Podwójne, wąskie zbrocze. W użyciu ok. 1500 roku.